# Begovača
Begovača falu Horvátországban Belovár-Bilogora megyében. Közigazgatásilag Berekhez tartozik.

## Fekvése
Belovártól légvonalban 25, közúton 31 km-re délre, községközpontjától 10 km-re délre, a Monoszlói-hegység keleti lejtőin, Šimljanica, Oštri Zid és Kostanjevac között fekszik.

## Története
A középkorban ez a vidék Garics várának uradalmához tartozott. A térséget 1544-ben megszállta a török. A lakosság az ország biztonságosabb területeire menekült. A mintegy száz évnyi török uralom után az elhagyatott területre a 17. századtól folyamatosan telepítették be a keresztény lakosságot. Az első telepesek 1650 körül az ország délnyugati részéről érkeztek. 1774-ben az első katonai felmérés térképén „Dorf Begovacha” néven szerepel. A Horvát határőrvidék részeként a Kőrösi ezredhez tartozott. Lipszky János 1808-ban Budán kiadott repertóriumában „Begovacha” néven találjuk.  
Nagy Lajos 1829-ben kiadott művében „Begovacha” néven 90 házzal, 184 katolikus és 274 ortodox vallású lakossal találjuk. A település 1809 és 1813 között francia uralom alatt állt.
A katonai közigazgatás megszüntetése után Magyar Királyságon belül Horvátország része, Belovár-Kőrös vármegye Garesnicai járásának része lett. A településnek 1857-ben 139, 1910-ben 234 lakosa volt. Lakói mezőgazdaságból, állattartásból éltek. 1918-ban az új szerb-horvát-szlovén állam, majd később Jugoszlávia része lett. 1941 és 1945 között a németbarát Független Horvát Államhoz, majd a háború után a szocialista Jugoszláviához tartozott. A háború után a fiatalok elvándorlása miatt lakossága folyamatosan csökkent. 1991-től a független Horvátország része. 1991-ben lakosságának 38%-a jugoszlávnak vallotta magát, 25%-a szerb, 20%-a horvát nemzetiségű volt. A délszláv háború idején mindvégig horvát kézen maradt. 2011-ben a településnek 36 lakosa volt.

## Lakossága
| Lakosság változása | Lakosság változása | Lakosság változása | Lakosság változása | Lakosság változása | Lakosság változása | Lakosság változása | Lakosság változása | Lakosság változása | Lakosság változása | Lakosság változása | Lakosság változása | Lakosság változása | Lakosság változása | Lakosság változása | Lakosság változása |
| ------------------ | ------------------ | ------------------ | ------------------ | ------------------ | ------------------ | ------------------ | ------------------ | ------------------ | ------------------ | ------------------ | ------------------ | ------------------ | ------------------ | ------------------ | ------------------ |
| 1857               | 1869               | 1880               | 1890               | 1900               | 1910               | 1921               | 1931               | 1948               | 1953               | 1961               | 1971               | 1981               | 1991               | 2001               | 2011               |
| 139                | 160                | 144                | 161                | 217                | 234                | 324                | 266                | 241                | 279                | 210                | 155                | 97                 | 55                 | 34                 | 36                 |